# Chiusi della Verna
Chiusi della Verna är en ort och kommun i provinsen Arezzo i regionen Toscana i Italien. Kommunen hade 1 958 invånare (2018).